# Chroodiscus megalophthalmus
Chroodiscus megalophthalmus är en lavart som först beskrevs av Johannes Müller Argoviensis, och fick sitt nu gällande namn av Vezda & Kantvilas 1992. Chroodiscus megalophthalmus ingår i släktet Chroodiscus och familjen Thelotremataceae.   Inga underarter finns listade i Catalogue of Life.